# Vận động hành lang
Trong chính trị, vận động hành lang (tiếng Anh: lobbying) là hành động nhằm cố gắng gây ảnh hưởng đến các hoạt động, chính sách hoặc quyết định của các quan chức chính phủ, thường là các nhà lập pháp hoặc thành viên của các cơ quan quản lý nhà nước. Ở một khía cạnh nào đó, những kiểu "chạy" giấy phép, "chạy" dự án của các doanh nghiệp Việt Nam có thể xem là một phần của hoạt động lobby. Ở Việt Nam hoạt động này bị xem là bất hợp pháp và bị coi là tham nhũng, nhưng tại một số nước phát triển như Hoa Kỳ, Anh... lobby là một hoạt động được luật pháp công nhận, có cả những công ty lớn chuyên hoạt động lobby theo đặt hàng.
Tham nhũng ở nhiều nước phát triển được thực hiện một cách tinh vi dưới những vỏ bọc hợp pháp với danh nghĩa lobby. Đó là việc gián tiếp đưa hối lộ bằng nhiều hình thức hợp pháp như thông qua việc quyên góp, ủng hộ quỹ cho các chiến dịch tranh cử của các chính trị gia, các nghị sĩ... Tổ chức minh bạch đã lên tiếng cảnh báo về thực trạng vận động hành lang đã thao túng các quyết sách của giới lãnh đạo châu Âu, dẫn đến tình trạng tham nhũng nghiêm trọng trong giới lãnh đạo. Nhưng khó có thể trừng phạt các hình thức tham nhũng chính sách nếu châu Âu không cải cách luật vận động hành lang, do đây là hoạt động được coi là hợp pháp.

## Vận động hành lang trên thế giới
Vận động hành lang tại Hoa Kỳ được bảo hộ và điều chỉnh bởi Đạo luật Công khai lobby (Lobbying Disclosure Act 1995 - LDA), Bộ luật về ngân sách liên bang (Internal Revenue Code - IRC) và Đạo luật Đăng ký đại diện cho nước ngoài (Foreign Agents Registration Act - FARA). Lobby được xem là một nghề hợp pháp. Vì được sự bảo hộ của luật pháp, nghề lobby tại Hoa Kỳ phát triển rất mạnh. Theo thống kê, vào năm 1998 có 1.447 công ty và tổ chức thuê lobby để giải quyết các vấn đề về ngân sách. Đến năm 2006, con số này đã tăng lên tới 4.516. Ước tính có khoảng 13.700 lobbyist và khoảng 300 công ty lobby có đăng ký kinh doanh (năm 2009). 
Nghề lobby tại Hoa Kỳ phát triển mạnh do nước này là đối tác kinh tế-chính trị quan trọng hàng đầu của hầu hết các nước trên thế giới, và nguồn ngân sách từ Washington cũng vô cùng "béo bở" đối với các doanh nghiệp trong nước.
Từ khi trở thành nơi đặt trụ sở của Liên minh châu Âu (EU), Brussels (Bỉ) đã trở thành "miền đất hứa" của ngành công nghiệp lobby. Thống kê cho biết có khoảng 3.000 hãng lobby các loại (văn phòng giao tế nhân sự, đại diện của các doanh nghiệp, liên đoàn nghề nghiệp...) với số nhân viên khoảng 15.000 người tập trung ở Brussels. Số lobbyist ở thành phố này tương đương với số nhân viên của EU.
Lobby ở châu Âu đã được nâng lên mức chuyên nghiệp, bài bản, từ các chiến lược truyền thông nhắm vào công chúng, đến các chiến lược truyền thông nhằm vào các nhà hoạch định chính sách. Tuy nhiên, một phần hoạt động vận động hành lang đã bị biến tướng bằng việc đưa hối lộ qua nhiều hình thức như quyên góp, ủng hộ quỹ tranh cử của các chính trị gia, bán cổ phiếu ưu đãi... dẫn đến tình trạng tham nhũng nghiêm trọng trong giới lãnh đạo.

## Những vụ vận động hành lang nổi tiếng

### Coca và Pepsi
Pepsi ra đời sau Coca Cola những 13 năm. Và trong khi Coca không ngừng vươn ra toàn cầu thì Pepsi 2 lần phá sản. Nhưng đến thời điểm hiện nay, có thể Pepsi và Coca không chênh lệch nhiều. Ngoài những nguyên nhân như cải tiến công thức, nắm bắt thị hiếu tiêu dùng... còn một nguyên nhân quan trọng khác cho sự thành công của Pepsi: lobby.
Nhân vật quan trọng nhất trong chiến dịch lobby của Pepsi trước đây chính là Tổng thống Hoa Kỳ đời thứ 37 - Richard Nixon. Pepsi tạo dựng quan hệ với Nixon từ khi ông còn chưa trở thành ông chủ của Nhà Trắng. Nhờ mối quan hệ này, Pepsi đã được "một bước lên mây" khi Nixon vô tình rủ rê được Tổng bí thư Liên Xô Nikita Khrushchev cụng ly Pepsi để chụp ảnh lên báo ở hội chợ Moscow năm 1959. Tương truyền vì nặng "ơn nghĩa" với Pepsi, chữ ký đầu tiên của Nixon khi trở thành Tổng thống là... chỉ thị gỡ bỏ hết máy tự động bán Coca trong dinh tổng thống và thay vào đó là Pepsi. Dĩ nhiên, Coca cũng không đứng yên để chịu "ức hiếp". Hãng này cũng tìm đến một nhân vật "máu mặt" để làm lobby, đó là ông Jimmy Carter. Sau khi Carter lên làm tổng thống, ông cũng làm 1 điều tương tự: chỉ thị gỡ bỏ hết máy bán Pepsi trong dinh tổng thống và thay bằng Coca. Nhưng Carter rõ ràng không có cơ hội để tạo ra được dấu ấn mạnh mẽ như trường hợp của Nixon năm 1959.
Cho đến nay, Coca, Pepsi và các doanh nghiệp đồ uống khác vẫn chi đậm cho hoạt động lobby. Năm 2009, ngành này chi tổng cộng 60 triệu USD cho lobby. Dĩ nhiên, Coca và Pepsi luôn dẫn đầu. Năm 2009, Coca chi khoảng 9,4 triệu USD cho hoạt động lobby, tăng vọt từ 2,5 triệu USD năm 2008. Pepsi cũng không chịu kém cạnh, tăng chi phí lobby từ 1,2 triệu USD năm 2008 lên đúng bằng 9,4 triệu USD năm 2009.

### Boeing và Airbus
Năm 2010, Bộ Quốc phòng Hoa Kỳ đã gạt Airbus ra để ký với Boeing hợp đồng mua máy bay tiếp liệu trị giá 35 tỷ USD. Một số người cho rằng kết quả này là đương nhiên, vì Boeing là công ty Hoa Kỳ, trong khi Airbus là công ty châu Âu.
Để có được hợp đồng này, Boeing đã phải chạy đua với Airbus suốt hơn 10 năm trời, từ khi Bộ Quốc phòng Hoa Kỳ có kế hoạch nâng cấp hệ thống máy bay tiếp liệu. Và "mặt trận" chính trong cuộc chạy đua giữa 2 đại gia này không phải là công nghệ, giá cả, mà chính là lobby, theo tiết lộ của Politico. Chỉ trong vòng 1 năm 2008, 2 nhà sản xuất máy bay này đã chi tổng cộng trên 100 triệu USD cho lobby, trong đó Boeing chi 52 triệu USD và Airbus chi 47 triệu USD. Boeing cũng trội hơn Airbus khi lôi kéo được Hiệp hội Nhân công Hàng không và Kỹ thuật viên Quốc tế (IMAWA) đứng về phía mình trong cuộc chiến này. Không rõ Boeing đã chi cho IMAWA bao nhiêu, nhưng Politico cho biết IMAWA đã "nhả" ra 5 triệu USD để lobby cho Boeing. Trên phương diện "lobby công chúng", mà cụ thể là các chiến dịch PR, Boeing cũng chi đậm hơn hẳn Airbus, khi chi 5 triệu USD cho các hoạt động PR ở thủ đô Washington, trong khi Airbus chỉ chi 1,7 triệu USD.
Boeing cũng trội hơn về "gà" lobby. EADS (công ty mẹ của Airbus) thuê cựu Lãnh đạo phe đa số ở Thượng viện Trent Lott và cựu Nghị sĩ John Breaux làm lobby trong cuộc chiến này, trong khi Boeing thuê cả cựu Lãnh đạo phe thiểu số ở Hạ viện Dick Gephardt và phu nhân của cựu Lãnh đạo phe đa số ở Thượng viện Tom Daschle, bà Linda Daschle.

### BP trong vụ tràn dầu Vịnh Mexico
Khi hàng triệu thùng dầu bắt đầu loang trên Vịnh Mexico vào tháng 4-2010, các nhà làm luật đảng Dân chủ bắt đầu bàn bạc về số tiền hợp lý mà công ty làm tràn dầu phải đóng phạt. Theo quy định của Hoa Kỳ, các công ty dầu mỏ phải đóng tiền vào Quỹ Nghĩa vụ dầu tràn (OSLTF) để giúp khắc phục những vụ tràn dầu lớn. Nhưng theo Đạo luật Ô nhiễm dầu (Oil Pollution Act of 1990), một công ty chỉ phải đóng tối đa 75 triệu USD. Tuy nhiên, chính quyền liên bang cho rằng con số đó đã lỗi thời, nên nâng lên 1 tỷ USD. Nhưng người ta nhanh chóng nhận ra rằng rõ ràng thiệt hại của vụ dầu tràn ở Vịnh Mexico vượt xa con số đó, nên một nhóm các nghị sĩ, dẫn đầu là Robert Menendez, đã cố gắng thay đổi luật với đề xuất nâng mức trần từ 75 triệu USD lên 10 tỷ USD. Đề xuất này được phần lớn công chúng ủng hộ mạnh mẽ, nhưng dĩ nhiên vấp phải sự phản đối của đa số nghị sĩ Cộng hòa và một số nghị sĩ Dân chủ ở các bang có dầu mỏ.
Ở giữa sự giằng co, các nhà lobby đã ra tay. BP chi 8,43 triệu USD năm 2011 để các nhà làm luật "thấy" rằng thảm họa tràn dầu không phải xuất phát từ nguyên do chủ quan của công ty. Đó là một con số tăng vọt so với 1 triệu USD chi cho lobby năm 2010. BP đã thuê một trong những công ty lobby danh giá nhất trong chiến dịch lobby này, đó là K Street. Năm 2011, họ trả The Duberstein Group 400.000 USD để lobby các nhà điều tra vụ tràn dầu, theo công bố của hồ sơ lobby. BP chi 90.000 USD cho Stuntz, Davis & Staffier để giúp vận động Quốc hội điều chỉnh Đạo luật "Offshore Moratorium". Đại gia năng lượng Anh cũng chi 320.000 USD cho The Podesta Group trong năm 2011 để vận động các nhà làm luật cho phép công ty khai thác trở lại ở Vịnh Mexico.
Không chỉ giúp giảm nhẹ các hình phạt, tờ New York Times hồi tháng 3 cho rằng những đồng tiền lobby còn giúp BP giành được lợi lớn trong việc đấu thầu những giếng dầu và khí đốt ở Vịnh Mexico khi Chính quyền Obama đấu giá mời thầu các giếng dầu/khí đốt ở đó vào tháng 12-2011. Và trong khi BP đã bỏ qua trần 75 triệu USD và tuyên bố sẽ chi 7,8 tỷ USD để bồi thường vụ tràn dầu, tờ ProPublica cho rằng con số đó thấp hơn nhiều so với dự tính của nhiều người.

### Dịch cúm H1N1 năm 2009
Vào tháng 4, khi tín hiệu đầu tiên đến từ Mexico, Tổ chức y tế thế giới (WHO) đã vội vã tuyên bố đại dịch. Các số liệu về bệnh ở mức rất thấp, chưa tới 1.000 người nhiễm và tỷ lệ tử vong cũng rất thấp, nhưng mức báo động của WHO lại rất cao. Đó là vì các hãng bào chế dược phẩm đã ngầm lobby để tác động đến các quyết định. Klaus Stohr - người đứng đầu ủy ban dịch tễ học WHO vào thời điểm đó, lại cùng lúc trở thành một viên chức cao cấp ở Hãng bào chế dược Novartis. Cũng có những mối quan hệ tương tự tồn tại giữa Glaxo hay Baxter và nhiều nhân vật có thế lực ở WHO. Các hãng bào chế thuốc lớn này đều cài cắm những người của họ làm quan chức trong các bộ máy y tế, và sau đó những quan chức này đã ra những quyết định có lợi cho công ty tài trợ cho họ.
Năm 2010, Ủy ban Y tế của Hội đồng châu Âu đã phải thành lập ủy ban điều tra về vai trò lobby của các hãng dược phẩm đối với các chuyên gia y tế để thổi phồng mức độ báo động thành một "đại dịch thế kỷ". Ông Wolfgang Wodarg, chủ tịch Ủy ban y tế của Hội đồng châu Âu đã lên án các hãng dược phẩm đã xúi giục, kể cả hối lộ cho giới chuyên gia và những người có trách nhiệm về sức khỏe cộng đồng để thổi phồng mức báo động dịch cúm A/H1N1 thành "một đại dịch thế kỷ" nhằm bán các sản phẩm của họ. Wolfgang Wodarg nhấn mạnh cuộc điều tra là để làm rõ về điều mà ông gọi là "chiến dịch đầu độc dư luận có quy mô lớn" này.